# Liolaemus exploratorum
Liolaemus exploratorum — вид ігуаноподібних ящірок родини Liolaemidae. Ендемік Аргентини.

## Поширення і екологія
Liolaemus exploratorum відомі за типовим зразком, зібраним в регіоні озера Буенос-Айрес в провінції Санта-Крус.